# Lijst van Nederlandse deelnemers aan de Paralympische Winterspelen 1988
Deze lijst van Nederlandse deelnemers aan de Paralympische Winterspelen 1988 in Innsbruck. geeft een overzicht van de sporters die zich hebben gekwalificeerd voor de Spelen.
| Paralympiër     | Sport       | Onderdeel                                                                     | Ervaring   |
| --------------- | ----------- | ----------------------------------------------------------------------------- | ---------- |
| Karel Hanse     | Alpineskiën | Afdaling Klasse LW2 Reuzenslalom Klasse LW2 Slalom Klasse LW2                 | 2de Spelen |
| Wiel Bouten     | Alpineskiën | Afdaling Klasse LW2 Reuzenslalom Klasse LW2 Slalom Klasse LW2                 | 2de Spelen |
| Tineke Hekman   | Langlaufen  | 5 km Klasse B1 10 km Klasse B1                                                | 2de Spelen |
| Jan Visser      | Langlaufen  | 15 km Klasse B2 30 km Klasse B2                                               | 2de Spelen |
| Arthur Overtoom | Priksleeën  | 100 m Klasse Gr II 500 m Klasse Gr II 1000 m Klasse Gr II 1500 m Klasse Gr II | Debutant   |
| Gerda Lampers   | Priksleeën  | 100 m Klasse Gr II 500 m Klasse Gr II 700 m Klasse Gr II 1000 m Klasse Gr II  | Debutant   |
| Johan Balder    | Priksleeën  | 100 m Klasse Gr II 500 m Klasse Gr II 1000 m Klasse Gr II 1500 m Klasse Gr II | Debutant   |
| Willem Hofma    | Priksleeën  | 100 m Klasse Gr II 500 m Klasse Gr II 1000 m Klasse Gr II 1500 m Klasse Gr II | 2de Spelen |